# Reprezentacja Włoch w piłce wodnej mężczyzn
Reprezentacja Włoch w piłce wodnej mężczyzn – zespół, biorący udział w imieniu Włoch w meczach i sportowych imprezach międzynarodowych w piłce wodnej, powoływany przez selekcjonera, w którym mogą występować wyłącznie zawodnicy posiadający obywatelstwo włoskie. Za jej funkcjonowanie odpowiedzialny jest Włoski Związek Pływacki (FIN), który jest członkiem Międzynarodowej Federacji Pływackiej.

## Historia
Piłka wodna zyskała popularność we Włoszech wkrótce po 1899 roku, kiedy w Basenie Diany w Mediolanie odbył się mecz wystawowy, a mecz został opisany w prasie jako: "podobny do piłki nożnej, ale bardziej męczący i trudny, wymagający energii i siły bardziej niż zwykłe".
Mimo że wkrótce powstała krajowa liga, włoska drużyna narodowa w piłce wodnej nie wzięła udziału w igrzyskach olimpijskich aż do Igrzysk Olimpijskich w 1920 roku w Antwerpii, gdzie została wyeliminowana w pierwszej rundzie, po przegranej 1-5 z Grecją.

## Udział w turniejach międzynarodowych

### Igrzyska olimpijskie
Reprezentacja Włoch 22-krotnie występowała na Igrzyskach Olimpijskich. Najwyższe osiągnięcie to złote medale w 1948, 1960 i 1992.
| Udział w igrzyskach olimpijskich | Udział w igrzyskach olimpijskich | Udział w igrzyskach olimpijskich |
| Rok                              | Kwalifikacje                     | Wynik                            |
| -------------------------------- | -------------------------------- | -------------------------------- |
| 1900                             | Nie uczestniczyła                | Nie uczestniczyła                |
| 1904                             | Nie uczestniczyła                | Nie uczestniczyła                |
| 1908                             | Nie uczestniczyła                | Nie uczestniczyła                |
| 1912                             | Nie uczestniczyła                | Nie uczestniczyła                |
| 1920                             | I runda                          | 11. miejsce                      |
| 1924                             | I runda                          | 10. miejsce                      |
| 1928                             | Nie uczestniczyła                | Nie uczestniczyła                |
| 1932                             | Nie uczestniczyła                | Nie uczestniczyła                |
| 1936                             | Nie uczestniczyła                | Nie uczestniczyła                |
| 1948                             | Finał                            | Mistrz                           |
| 1952                             | Półfinał                         | 3. miejsce                       |
| 1956                             | Półfinał                         | 4. miejsce                       |
| 1960                             | Finał                            | Mistrz                           |
| 1964                             | Półfinał                         | 4. miejsce                       |
| 1968                             | Półfinał                         | 4. miejsce                       |
| 1972                             | Ćwierćfinał                      | 8. miejsce                       |
| 1976                             | Finał                            | Wicemistrz                       |
| 1980                             | Ćwierćfinał                      | 8. miejsce                       |
| 1984                             | Ćwierćfinał                      | 7. miejsce                       |
| 1988                             | Ćwierćfinał                      | 7. miejsce                       |
| 1992                             | Finał                            | Mistrz                           |
| 1996                             | Półfinał                         | 3. miejsce                       |
| 2000                             | Ćwierćfinał                      | 5. miejsce                       |
| 2004                             | Ćwierćfinał                      | 8. miejsce                       |
| 2008                             | 1/8 finału                       | 9. miejsce                       |
| 2012                             | Finał                            | Wicemistrz                       |
| 2016                             | Półfinał                         | 3. miejsce                       |
| 2020                             | Ćwierćfinał                      | 7. miejsce                       |
| 2024                             | Ćwierćfinał                      | 7. miejsce                       |

### Mistrzostwa świata
| 1973 | Awans | 4. miejsce  |
| 1975 | Awans | 3. miejsce  |
| 1978 | Awans | Mistrz      |
| 1982 | Awans | 9. miejsce  |
| 1986 | Awans | Wicemistrz  |
| 1991 | Awans | 6. miejsce  |
| 1994 | Awans | Mistrz      |
| 1998 | Awans | 5. miejsce  |
| 2001 | Awans | 4. miejsce  |
| 2003 | Awans | Wicemistrz  |
| 2005 | Awans | 8. miejsce  |
| 2007 | Awans | 5. miejsce  |
| 2009 | Awans | 11. miejsce |
| 2011 | Awans | Mistrz      |
| 2013 | Awans | 4. miejsce  |
| 2015 | Awans | 4. miejsce  |
| 2017 | Awans | 6. miejsce  |
| 2019 | Awans | Mistrz      |
| 2022 | Awans | Wicemistrz  |
| 2023 | Awans | 5. miejsce  |
| 2024 | Awans | Wicemistrz  |

### Puchar świata
Włochy 11 razy uczestniczyły w finałach Pucharu świata. W 1993 zdobyły trofeum.
| 1979 | Awans                   | 6. miejsce              |
| 1981 | Nie zakwalifikowała się | Nie zakwalifikowała się |
| 1983 | Awans                   | 3. miejsce              |
| 1985 | Awans                   | 5. miejsce              |
| 1987 | Awans                   | 5. miejsce              |
| 1989 | Awans                   | Wicemistrz              |
| 1991 | Nie zakwalifikowała się | Nie zakwalifikowała się |
| 1993 | Awans                   | Mistrz                  |
| 1995 | Awans                   | Wicemistrz              |
| 1997 | Awans                   | 5. miejsce              |
| 1999 | Awans                   | Wicemistrz              |
| 2002 | Awans                   | 4. miejsce              |
| 2006 | Awans                   | 5. miejsce              |
| 2010 | Nie zakwalifikowała się | Nie zakwalifikowała się |
| 2014 | Nie zakwalifikowała się | Nie zakwalifikowała się |
| 2018 | Nie zakwalifikowała się | Nie zakwalifikowała się |
| 2023 | Awans                   | Wicemistrz              |

### Mistrzostwa Europy
Włoskiej drużynie 31 razy udało się zakwalifikować do finałów ME. W 1947, 1993 i 1995 zdobyła mistrzostwo.
| 1926 | Nie uczestniczyła | Nie uczestniczyła |
| 1927 | Awans             | 12. miejsce       |
| 1931 | Nie uczestniczyła | Nie uczestniczyła |
| 1934 | Awans             | 10. miejsce       |
| 1938 | Awans             | 5. miejsce        |
| 1947 | Awans             | Mistrz            |
| 1950 | Awans             | 4. miejsce        |
| 1954 | Awans             | 3. miejsce        |
| 1958 | Awans             | Mistrz            |
| 1962 | Awans             | 8. miejsce        |
| 1966 | Awans             | 4. miejsce        |
| 1970 | Awans             | 4. miejsce        |
| 1974 | Awans             | 5. miejsce        |
| 1977 | Awans             | 3. miejsce        |
| 1981 | Awans             | 6. miejsce        |
| 1983 | Awans             | 7. miejsce        |
| 1985 | Awans             | 4. miejsce        |
| 1987 | Awans             | 3. miejsce        |
| 1989 | Awans             | 3. miejsce        |
| 1991 | Awans             | 4. miejsce        |
| 1993 | Awans             | Mistrz            |
| 1995 | Awans             | Mistrz            |
| 1997 | Awans             | 6. miejsce        |
| 1999 | Awans             | 3. miejsce        |
| 2001 | Awans             | Wicemistrz        |
| 2003 | Awans             | 9. miejsce        |
| 2006 | Awans             | 5. miejsce        |
| 2008 | Awans             | 5. miejsce        |
| 2010 | Awans             | Wicemistrz        |
| 2012 | Awans             | 4. miejsce        |
| 2014 | Awans             | 3. miejsce        |
| 2016 | Awans             | 6. miejsce        |
| 2018 | Awans             | 4. miejsce        |
| 2020 | Awans             | 6. miejsce        |
| 2022 | Awans             | 4. miejsce        |
| 2024 | Awans             | 3. miejsce        |
| 2026 | Awans             |                   |